# Cheeranahalli, Hangal
Cheeranahalli là một làng thuộc tehsil Hangal, huyện Haveri, bang Karnataka, Ấn Độ.